# Bitwa pod Lepanto (1571)
Bitwa pod Lepanto – bitwa morska stoczona 7 października 1571 na południowy zachód od Lepanto (obecnie Nafpaktos w Grecji) pomiędzy Imperium Osmańskim a Ligą Świętą, zakończona zwycięstwem chrześcijan. Bój pod Lepanto był jedną z najkrwawszych bitew morskich w dziejach świata – zginęło około 40 tys. ludzi.

## Podłoże
Po upadku Konstantynopola (1453) Imperium Osmańskie zaczęło przejmować kontrolę nad całym szlakiem handlowym z Indii do Europy, co zrodziło spory z kupiecką Republiką Wenecką. Dodatkowo sułtan wspierał algierskich korsarzy. W 1570 Imperium Osmańskie zażądało od Wenecji przekazania Cypru, Wenecjanie jednak zignorowali groźbę turecką, w rezultacie czego Cypr został najechany przez wojska tureckie. Po upadku Nikozji papież Pius V zorganizował dla obrony Famagusty (maj 1571) wśród państw chrześcijańskich Ligę Świętą, w której główną rolę odgrywały Hiszpania i Wenecja. Do Ligi nie dołączyli władcy innych państw, takich jak Rosja, Austria czy Polska. Król Zygmunt August wyraził pragnienie zachowania pokojowych stosunków z Imperium Tureckim.
Chrześcijańska armada wyruszyła, by napotkać osmańską. Pod Lepanto, po stronie Ligi walczyło ok. 200 okrętów, w tym 6 silnie uzbrojonych w artylerię galeasów; Turcy mieli ok. 250 okrętów. Siłami chrześcijańskimi dowodził książę Juan de Austria, zaś muzułmańskimi adm. Ali Pasza. Taktyka obu stron była podobna – należało zbliżyć się do przeciwnika i wtargnąwszy na pokład przeprowadzić regularną bitwę z zastosowaniem broni białej i palnej (m.in. arkebuzów). Używano również tzw. ognia greckiego.

## Przebieg bitwy
Starcie rozpoczęła flota turecka, próbując oskrzydlić flotę chrześcijan, ale potężne galeasy weneckie miały wielką przewagę ogniową, która pozwalała im łatwo zniszczyć osmańskie galery. W tej sytuacji Turkom pozostał jedynie abordaż. Tymczasem okręty chrześcijańskie, szybsze od galer tureckich, nie przyjęły taktyki przeciwnika, lecz starały się ustawiać doń burtami, wykorzystując całą siłę swych dział. Walczono z ogromną determinacją, ale z wolna jęła się zarysowywać przewaga po stronie floty europejskiej. W rezultacie flota osmańska poniosła druzgocącą klęskę – większość okrętów wchodzących w jej skład zostało zdobytych lub zatopionych przez siły Ligi Świętej. Zginął także dowódca Turków Ali Pasza. Ogółem poległo ok. 60% walczących.

## Pokłosie
Zwycięstwo sił chrześcijańskich podniosło morale w Europie, jednak nie zostało wykorzystane militarnie. Wielki Wezyr Sokollu Mehmed Pasza wyjaśnił weneckiemu ambasadorowi różnicę między waszą i naszą klęską: „Pod Lepanto chrześcijanie mnie ogolili. Na Cyprze ja odciąłem im ramię. Moja broda odrośnie...”. I miał poniekąd rację: wkrótce Liga Święta rozpadła się, Cypr pozostał w rękach tureckich, a w 1574 r. Hiszpania musiała opuścić Tunis – jednakże flota turecka straciła pod Lepanto setki doświadczonych, zaprawionych w boju marynarzy.
Zwycięstwo Ligi Świętej w bitwie pod Lepanto powszechnie przypisywano wstawiennictwu Najświętszej Maryi Panny. Inicjator Ligi Świętej papież Pius V w 1572 roku 7 października ogłosił świętem Matki Boskiej Zwycięskiej (zmienionym w 1573 przez jego następcę, papieża Grzegorza XIII, na święto Matki Boskiej Różańcowej). W kabinie dowódcy Juana de Austria znajdowała się jedna z pierwszych kopii wizerunku Matki Bożej z Guadalupe. W trakcie ataku admirał trzymał nad głową krzyż, a na flagowym okręcie Real di Spagna wciągnięto banderę z wizerunkiem ukrzyżowanego Chrystusa.
Historia i okoliczności bitwy stały się tematem poematu Lepanto autorstwa angielskiego pisarza i myśliciela G.K. Chestertona, wydanym w 1915 roku.

## Uczestnicy
Wybrani uczestnicy bitwy:
- Miguel de Cervantes – autor Don Kichota
- Maria la Bailadora – jedyna kobieta żołnierz, która brała udział w bitwie.

## Galeria

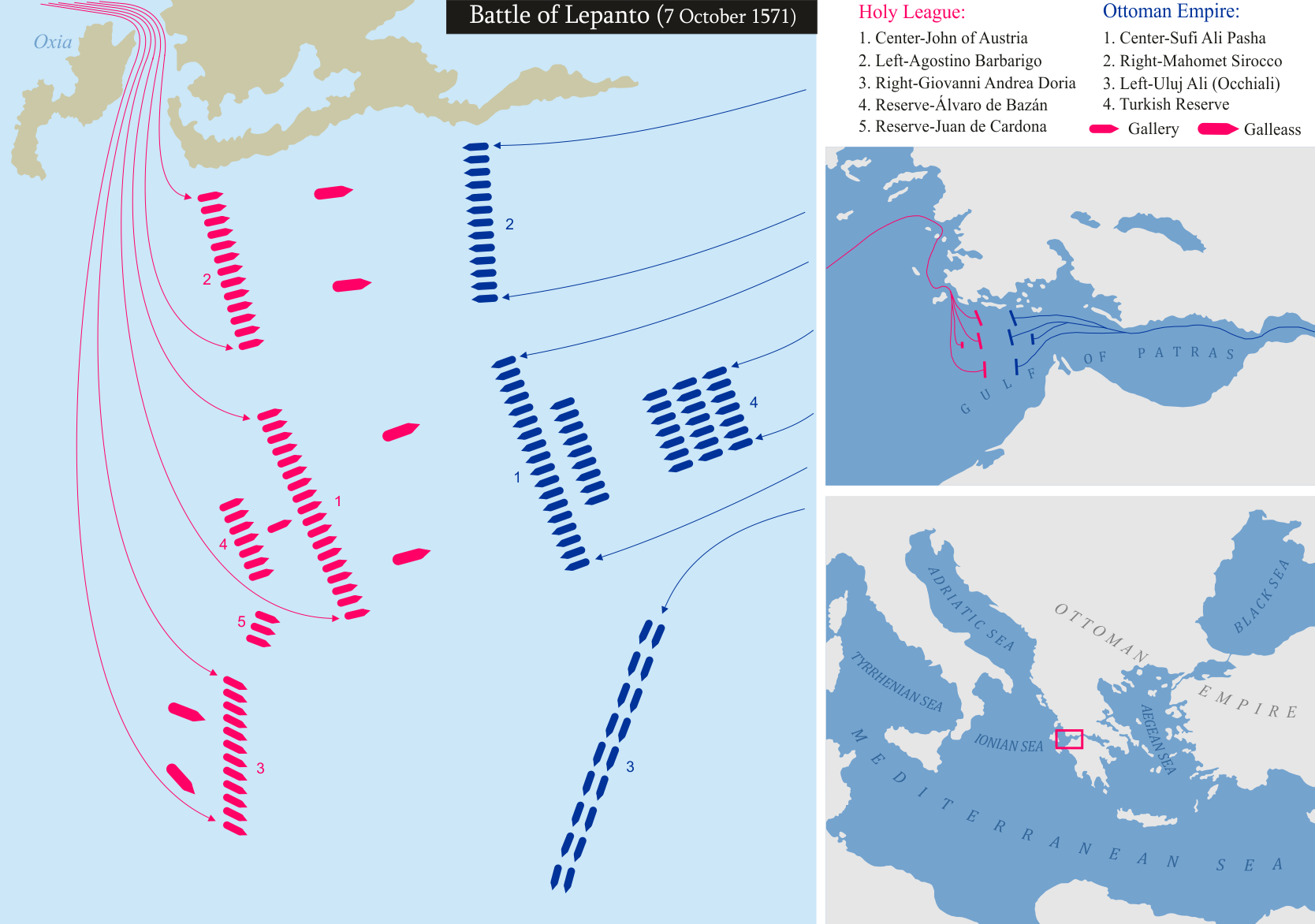
Plan bitwy
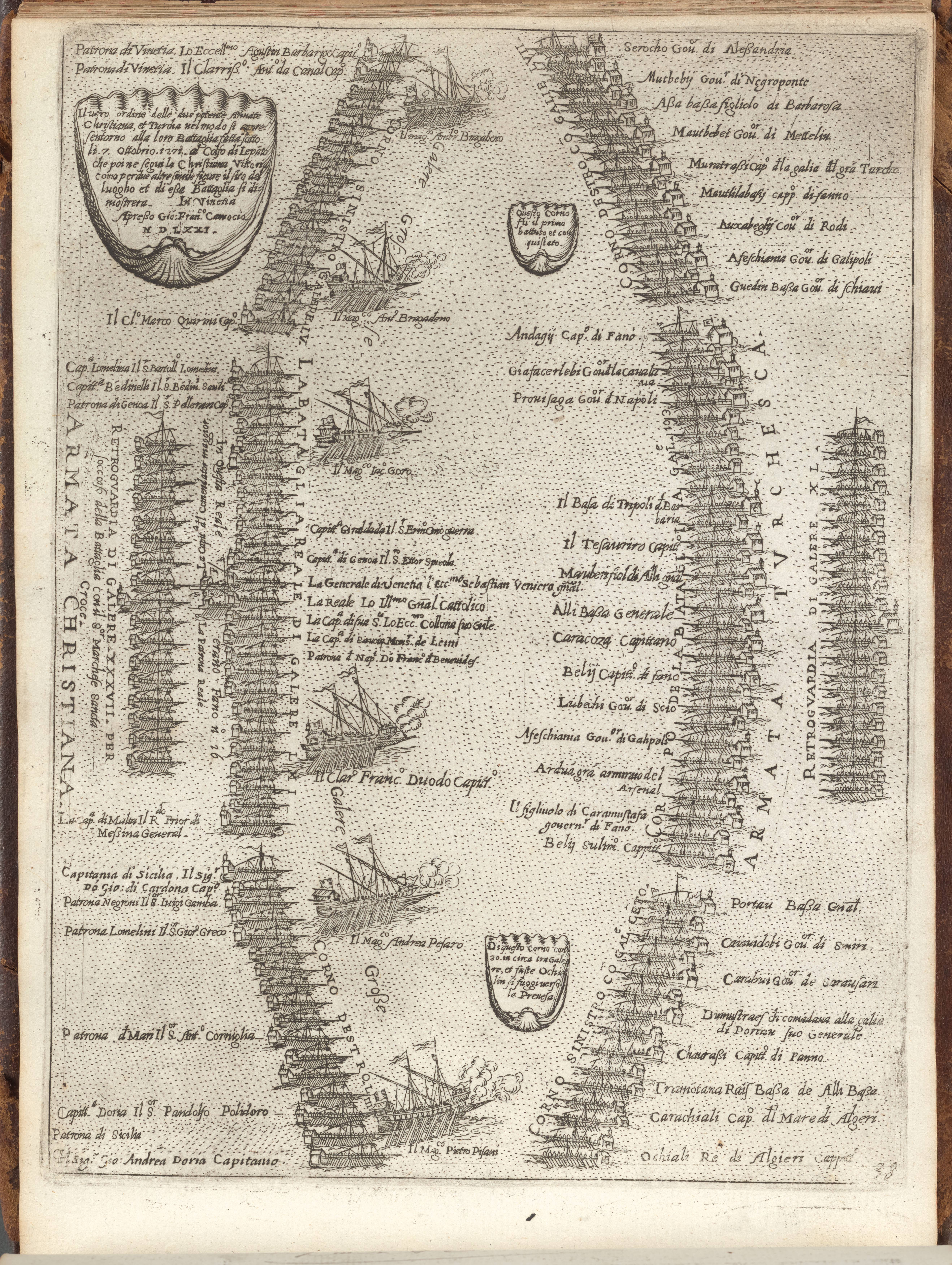
Plan bitwy z 1574 r.
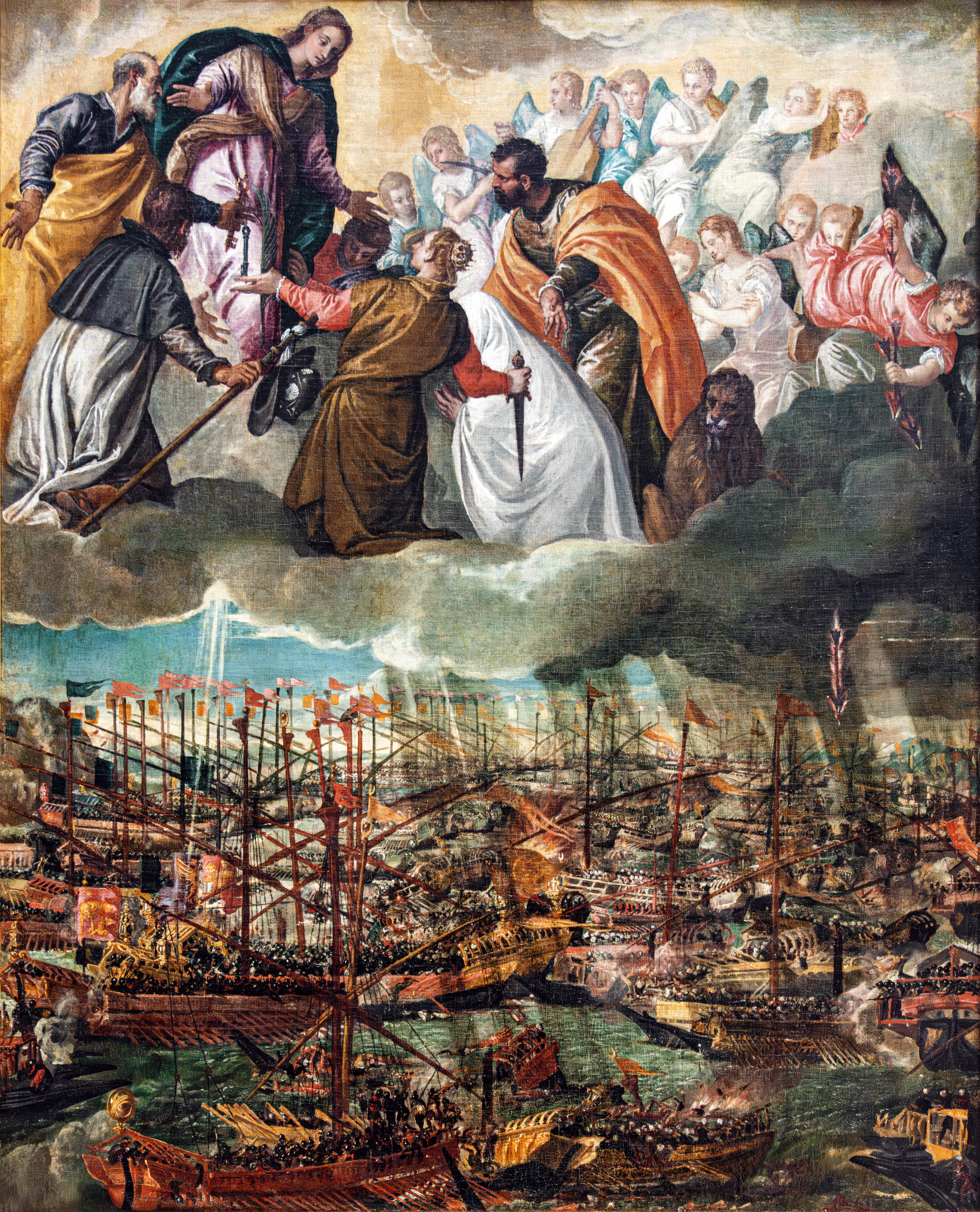
Bitwa pod Lepanto, Paolo Veronese (1528–1588)
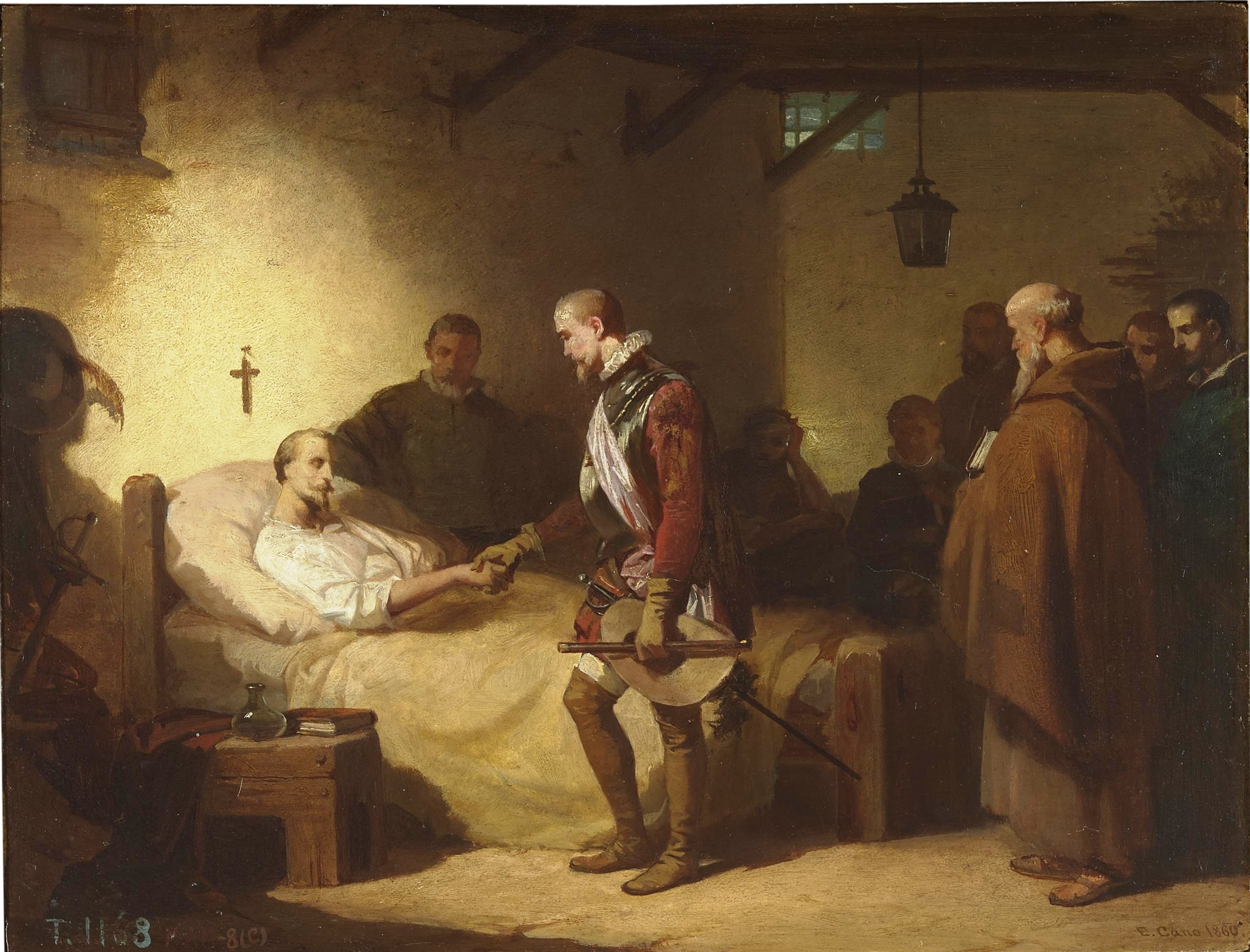
Eduardo Cano Cervantes i Juan de Austria (1860)
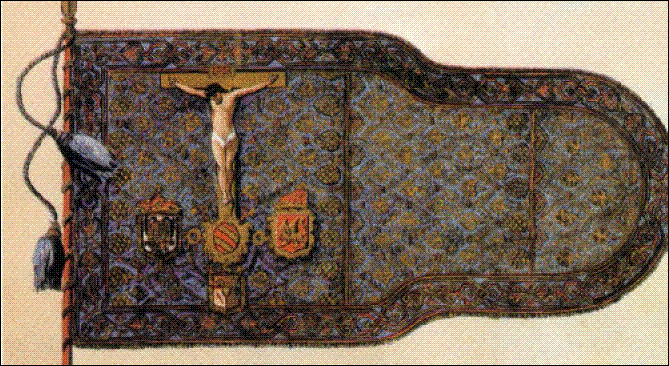
Bandera z flagowego okrętu Ligi
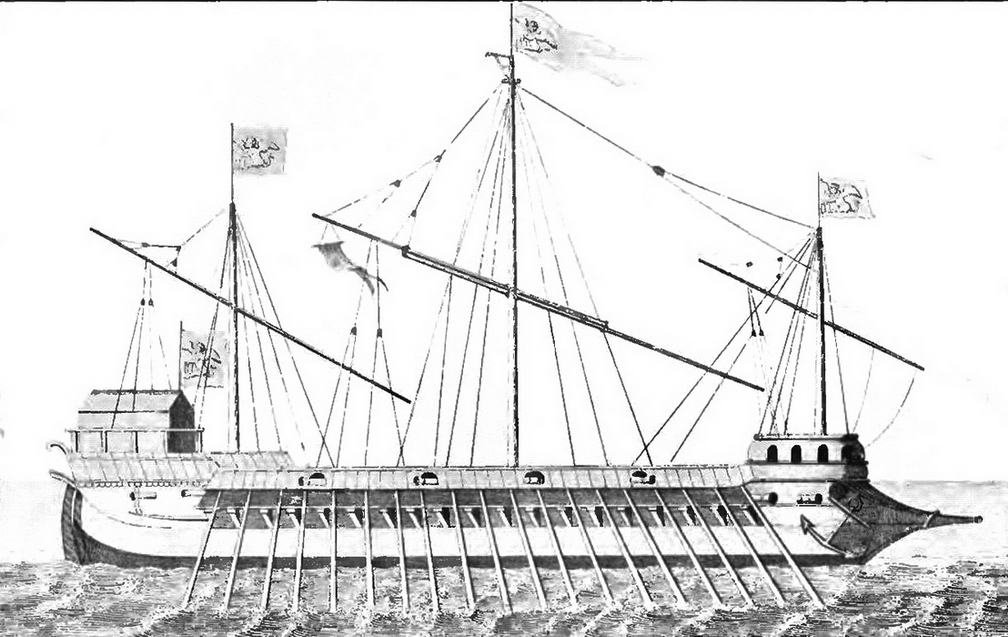
Galeas – jeden z sześciu stojący na czele szyku.
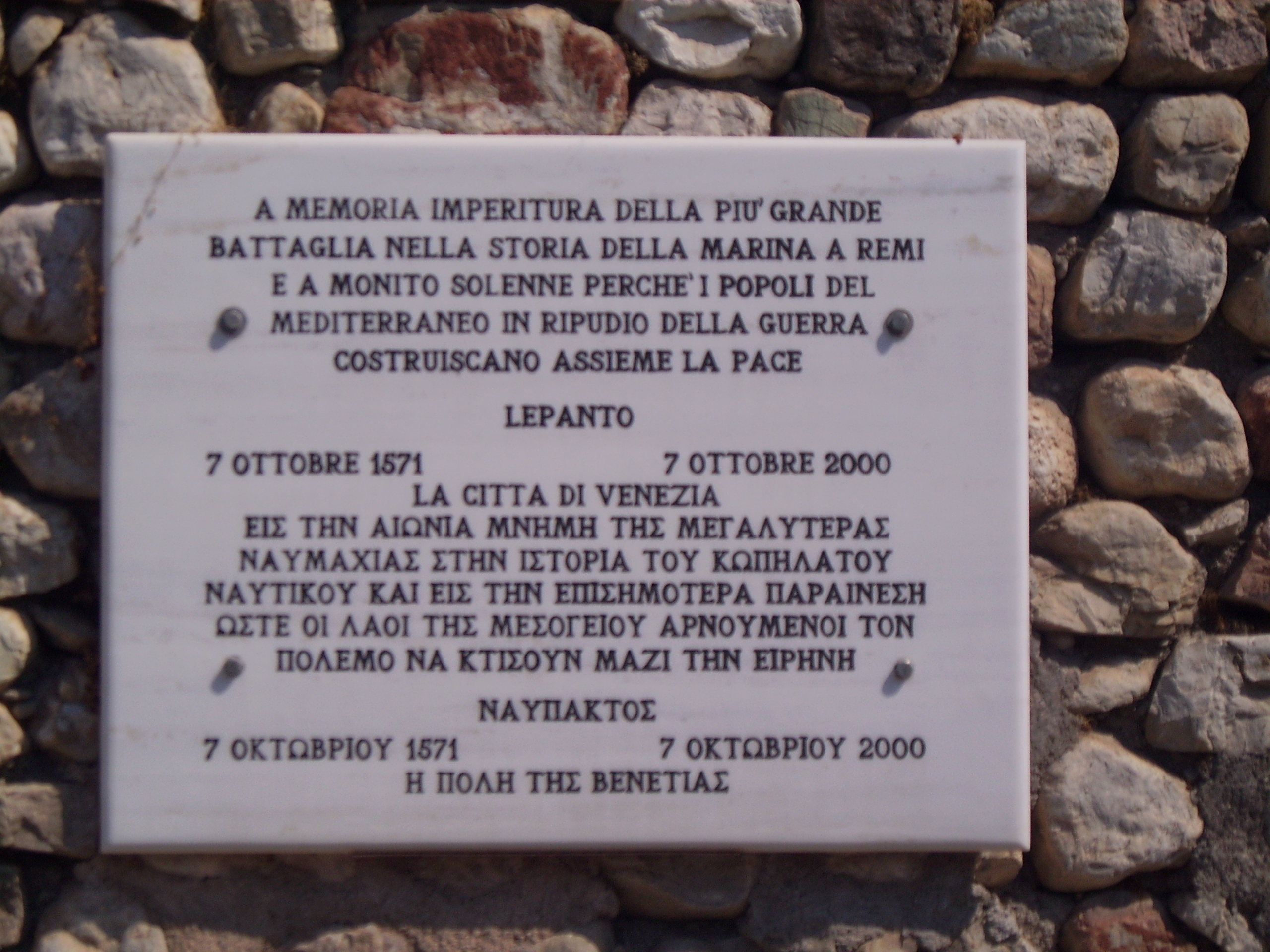
W rocznicę bitwy, 7.10.2000, Wenecjanie ufundowali tablicę pamiątkową Nafpaktos.